# Hans Henrik Schou (maler)
 Der er flere personer med dette navn, se Hans Henrik Schou.
Hans Henrik Schou (10. september 1884 i København – 19. marts 1949 i Rørvig) var en dansk kunstmaler og forsikringsdirektør, søn af fabrikanten af samme navn og Christianna Georgia f. Marstrand.
H.H. Schou blev student 1903 og tog filosofikum året efter. Han var i smedelære 1903-04 og gik på Teknisk Skole (bl.a. under Holger Grønvold) 1904-05, blev optaget på Kunstakademiet i oktober 1905, hvorfra han tog afgang i maj 1909. Han tegnede hos P.A. Schou en vinter og arbejdede hos Joakim Skovgaard ved udsmykningen af Viborg Domkirke 1906.
Schou var signerende kunstner ved Den kongelige Porcelainsfabrik 1912-13 og sad i bestyrelsen for Kunstnerforeningen af 18. november ca. 1915-20. Han malede primært landskaber og topografiske motiver. 1919 vandt han Sødrings Præmie.
1920 skiftede han spor i sin karriere, idet han blev ansat i forsikringsbranchen; først i Assurancefirmaet Joh. Frimodt, senere som kontorchef i Livsforsikringen A/S Thule 1922 og direktør for samme 1927-1946. Forbindelsen til kunstverdenen beholdt han dog. Han var formand for Kunstnernes Statsunderstøttede Croquisskole 1920-45 og overtog sin faders plads i bestyrelsen for Foreningen til Hovedstadens Forskønnelse, hvor han sad 1930-1946.
Schou blev gift 1. gang 10. juni 1912 i København med Astrid Allen (født 2. juni 1890 i New York, USA), datter af komponist Georg Frederik Ferdinand Allen og Alma Hansen. De blev senere skilt, og han indgik 2. ægteskab 14. december 1930 i Roskilde med Margrete Laub Hansen (født 1. februar 1895 i København), datter af søminemester, senere maskininspektør Holger Axel Hansen og Johanne Arngoth Haae Laub. Han er begravet i Rørvig.

## Udvalgte værker
- Kristus og Børnene (altertavle, 1910, Hyllested Kirke)
- Sommermorgen på Grønttorvet (1911, Københavns Bymuseum)
- Akademiske Skytter har gjort holdt (udstillet 1915)
- Fra Agernæs (1916)
- Interiør, Vintersol (1917)
- Aftenbillede (udstillet 1917)
- Vejen fra Aalsgaarde til Apperup (1919)
- Fra Haven paa Aunsøgaard (1920)
- Lampelysinteriør med Figur (udstillet 1921)
- Raderinger og tegninger til kunstindustrielle værker